# Curandero

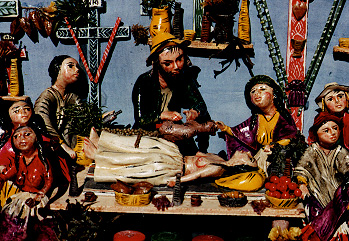
Leczenie u curandero

Curandero (curandera w przypadku kobiety) – pochodzące z języka hiszpańskiego określenie uzdrowiciela ludowego w Ameryce Łacińskiej, szamana, osoby zajmującej się leczeniem ciała i ducha.
Po hiszpańsku Curandero oznacza dosłownie „uzdrowiciel”. Do leczenia używają ziół, ale potrafią też leczyć swoją duchową mocą. Kontynuują staroandyjskie techniki szamańskie. Wierzą, że wiele chorób powoduje choroba duszy, klątwa bądź też choroba jest lekcją dawaną nam od Boga.
Curandero są poważaną grupą społeczną, charakteryzującą się wysoką religijnością i duchowością.